# Coronel Suárez
Coronel Suárez (partido) é um partido (município) da província de Buenos Aires, na Argentina.